# Ctimene spilognota
Ctimene spilognota là một loài bướm đêm trong họ Geometridae.